# Ripper Street
Ripper Street è una serie televisiva britannica del 2012, ambientata nel 1889 a Whitechapel, nell'East End di Londra, sei mesi dopo gli omicidi di Jack lo squartatore. Il 29 gennaio 2013 è stata rinnovata per una seconda stagione in onda dal 28 ottobre 2013. Il 4 dicembre 2013 è stata annunciata la chiusura della serie a causa degli ascolti più bassi del previsto.
La reazione dei fan del programma ha portato alla raccolta di oltre 40.000 firme per chiederne la continuazione.
Il 26 febbraio 2014 è stata annunciata una terza stagione, le cui riprese sono iniziate nel mese di maggio 2014. L'operazione è stata possibile grazie all'accordo fra Amazon, che trasmetterà Ripper Street in prima visione nel suo servizio streaming, e BBC che la trasmetterà successivamente.
Amazon ha rinnovato Ripper Street per una quarta e quinta stagione, che saranno pubblicate su Prime Instant Video. «Produrre questa serie per trentasette episodi e cinque serie è un risultato incredibilmente entusiasmante», ha detto il produttore esecutivo Saul Venit, «ed è testimonianza degli straordinari risultati creativi e dei team visionari alla BBC Worldwide ed Amazon come nostri collaboratori».
In Italia è andata in onda la prima serie su Giallo dall'8 dicembre 2013.

## Trama

### Prima stagione
1889. Dopo sei mesi dall'ultimo omicidio di Jack lo squartatore, altre donne cominciano a essere uccise a Whitechapel e gli uomini della divisione H della polizia iniziano a chiedersi se lo Squartatore sia tornato. L'ispettore Edmund Reid e il sergente Bennet Drake uniscono le forze con il chirurgo (e sospetto ex agente dei Pinkerton) Homer Jackson per indagare, incrociando frequentemente la strada con Long Susan, proprietaria del bordello di Tenter Street arrivata dall'America con Jackson.

### Seconda stagione
1890. La sposa di Reid, Emily, lo lascia a causa della figlia Matilda. Rose aveva nel frattempo lasciato il lavoro con Susan, e aveva ottenuto un lavoro come cameriera nella sala di music e teatro di Blewett. Drake si sposa con Bella, altra ragazza di Susan. Al distretto arriva inoltre un nuovo poliziotto, Albert Vuelo.

### Terza stagione
1894. In seguito ad un incidente ferroviario, Reid, Drake, Jackson, Rose Erskine e Long Susan si riavvicinano. Si scopre inoltre che Matilde potrebbe essere ancora viva, ma Susan insiste con Reid che la giovane è chiaramente morta. Reid e Bennet ritrovano Matilde, ma questa fugge. Reid ritorna a casa, e si riavvicina alla figlia.

### Quarta stagione
1897. Reid si è finalmente trasferito a vivere con la figlia Matilda, ponendo fine alla sua carriera da detective. Tuttavia un grave omicidio lo costringe a tornare a investigare. Drake inoltre richiama il chirurgo Jackson, che sta cercando di risparmiare denaro per aiutare l'amata Susan. Jackson aiuta inoltre quest'ultima a fingersi morta.

## Personaggi e interpreti

### Principali
- Ispettore Edmund Reid (stagioni 1-5), interpretato da Matthew Macfadyen.
- Ispettore Bennet Drake (stagioni 1-4), interpretato da Jerome Flynn.
- Capitano Homer Jackson (stagioni 1-5), interpretato da Adam Rothenberg.
- "Long' Susan Hart/Caitlin Swift Judge (stagioni 1-5), interpretata da MyAnna Buring.
- Rose Erskine (stagioni 1-5), interpretata da Charlene McKenna.

### Ricorrenti
- Ispettore Capo Frederick Abberline (stagioni 1-3, 5), interpretato da Clive Russell.
- Sergente Donald Artherton (stagioni 1-3), interpretato da David Wilmot.
- Fred Best (stagioni 1-3), interpretato da David Dawson.
- Emily Reid (stagione 1), interpretata da Amanda Hale.
- Agente Dick Hobbs (stagione 1), interpretato da Jonathan Barnwell.
- Detective Albert Flight (stagione 2), interpretato da Damien Molony.
- Ispettore Jedediah Shine (stagioni 2, 5), interpretato da Joseph Mawle.
- Bella Drake (stagione 2), interpretata da Gillian Saker.
- Ronald Capshaw (stagione 3), interpretato da John Heffernan.
- Dr. Amelia Frayn (stagione 3), interpretata da Louise Brealey.
- Hermione 'Mimi' Morton (stagione 3), interpretata da Lydia Wilson.
- Matilda Reid (stagioni 3-5), interpretata da Anna Burnett.
- Deborah Goren (stagioni 3-4), interpretata da Lucy Cohu.
- Assistente Commissario Augustus Dove (stagioni 4-5), interpretato da Killian Scott.
- Sergente Samuel "Drum" Drummond (stagioni 4-5), interpretato da Matthew Lewis.
- Detective Sergente Frank Thatcher (stagioni 4-5), interpretata da Benjamin O'Mahony.
- Nathaniel Dove (stagioni 4-5), interpretato da Jonas Armstrong.
- Rachael Castello (stagioni 4-5), interpretata da Anna Kovel.
- Abel Croker (stagione 4), interpretata da David Threlfall.
- Rabbino Max Steiner (stagioni 4-5), interpretato da David Warner.
- Connor Judge (stagioni 4-5), interpretato da Kahl e Kye Murphy.

## Episodi
| Stagione         | Episodi | Prima TV originale | Prima TV Italia |
| ---------------- | ------- | ------------------ | --------------- |
| Prima stagione   | 8       | 2012-2013          | 2013            |
| Seconda stagione | 8       | 2013               | inedita         |
| Terza stagione   | 8       | 2015               | inedita         |
| Quarta stagione  | 7       | 2016               | inedita         |
| Quinta stagione  | 6       | 2016               | inedita         |